# Josip Agneletto
Josip (Giuseppe) Agneletto (anjeléto), slovenski pravnik, odvetnik, politik in gospodarstvenik, * 8. november 1884, Trsek, † 14. julij 1960, Trst.

## Življenje in delo
Rodil se je očetu Josipu st. in materi Ani (rojena Kozlovič). Doktoriral je 1910 na dunajski pravni fakulteti in končal študij gospodarskih ved na dunajski eksportni akademiji. V letih 1918−1960 je imel v Trstu odvetniško pisarno. Po 1. svetovni vojni je ustanovil in vodil  Zadružno zvezo (1921–1929) ter bil predsednik Tržaške hranilnice in posojilnice (1929–1941), ki so jo fašisti ukinili kot zadnji slovenski denarni zavod. Članke in razprave je objavljal v Edinosti, Naših zapiskih in drugih listih. Med 2. svetovno vojno je bil večkrat zaprt in konfiniran. Leta 1943 je odšel v Egipt in se 1945 vrnil v Trst, kjer je bil 1947 soustanovitelj in do smrti predsednik Slovenske demokratske zveze. Sodeloval je pri tedniku Demokracija, pri ustanovitvi Slovenske prosvetne matice in Slovenskega prosvetnega društva. Bil je konservativni politik, ki se je zavzemal za ohranitev Svobodnega tržaškega ozemlja, vendar je realistično sprejel Spomenico o soglasju (t. i. londonski sporazum), ko je Svobodno tržaško ozemlje prenehalo obstajati, cona A pa je bila priključena Italiji.